# Villa Capinota
Villa Capinota es una pequeña ciudad y un municipio de Bolivia, capital de la Provincia de Capinota, en el Departamento de Cochabamba. El municipio tiene una superficie de 540 km² y cuenta con una población de 19.477 habitantes (según el Censo INE 2012).
Está situada en los nacientes del río Caine, donde se unen el río Arque con el río Rocha para dar nacimiento al río Caine. Su actividad económica está centrada en los frutales y la vid, así como en algunas destilerías. Limita al norte con el municipio de Santiváñez, al este la provincia de Esteban Arze, al sureste con el departamento de Potosí, al suroeste con la provincia de Arque, al oeste con el municipio de Sicaya, y al noroeste con la provincia de Quillacollo.

## Clima
El clima de Villa Capinota es del tipo semiárido cálido (BSh), de acuerdo con la clasificación climática de Köppen.
```
        
Climograma de Capinota.
  
Fuente:
 GeoKLIMA
[
2
]
```

## Demografía
De acuerdo con el censo boliviano de 2024, la población del municipio de Villa Capinota es de 19 291 habitantes.
La población del municipio aumentó aproximadamente una quinta parte entre 1992 y 2024:
| Año  | Habitantes (municipio) | Fuente |
| ---- | ---------------------- | ------ |
| 1992 | 15.721                 | Censo  |
| 2001 | 16.945                 | Censo  |
| 2012 | 19.392                 | Censo  |
| 2024 | 19.291                 | Censo  |

## Áreas naturales protegidas
- Torrenteras del Río Cárcel Mayu